# Gésip Légitimus
Gésip Légitimus (voller Name: Victor-Hégésippe Légitimus; * 22. August 1930 in Paris; † 18. Januar 2000 ebenda) war ein französischer Schauspieler und Show-Produzent, der ab den 1960er Jahren im Geschäft war. Er war vermutlich der erste offiziell anerkannte und registrierte schwarze TV-Produzent und die erste schwarze Medienpersönlichkeit der Welt.
Er war engagierter Förderer der Vereinstätigkeit der afro-karibischen Diaspora Frankreichs und Europas in den 1960er, 1970er und 1980er Jahren und Panafrikanist.

## Familie
Légitimus ist der Sohn der französischen Schauspielerin Darling Légitimus und Enkel des französischen aus Guadeloupe stammenden Abgeordneten Hégésippe Jean Légitimus. Sein Vater Étienne Légitimus war Mitgründer des Mouvement contre le racisme et pour l’amitié entre les peuples (MRAP) und der LICRA. Außerdem gründete er den ersten karibischen Nachtklub in Paris, der zu einem erfolgreichen Tanzlokal der 1950er und 1960er Jahren wurde. Er gründete die Solidarité Antillaise – ein karibischer Verein, der den Zweck verfolgt, Menschen aus der Karibik in Frankreich zu integrieren und bessere Lebens- und Arbeitsbedingungen für sie zu erreichen.
Er ist Mitglied einer bedeutenden aus der Karibik stammenden Familie, aus der Künstler, Schauspieler wie Pascal Légitimus, Samuel Légitimus, Diana Légitimus (Diana Belkreir) und David Légitimus hervorgingen. Sein älterer Bruder Théo Légitimus (Pascals Vater) ist Schauspieler und Musiker, und seine Brüder Gustave Légitimus und Clément Légitimus sind beide Musiker. Einige seiner Enkel sind ebenfalls im Showbusiness tätig. In den 60er Jahren heiratete er die aus Martinique stammende Radio- und Pressejournalistin Noéma Thomassine. Das Paar hat sieben gemeinsame Kinder. Noéma Thomassine (Künstlername "NOÉMA, Noéma") war grundsätzlich an der Förderung seiner Karriere beteiligt und war seine Mitstreiterin in den Kämpfen für mehr Präsenz der Schwarzen in der französischen Medienwelt. Gésip Legitimus hat noch zwei weitere Kinder, darunter Florence, eine Therapeutin & Sängerin – im englischsprachigen Raum bekannter als Choristin und Solosängerin unter dem Künstlernamen Belinda Parker sowie Billie Richardson.

## Karriere

### Film
Gésip begann seine Schauspielerkarriere in seiner frühen Kindheit. Im Alter von drei Monaten erschien er als schwarzes Baby in Sacha Guitry ersten Sprechfilm: Le Blanc et le Noir (‚der Weiße und der Schwarze‘), mit Raimu, Pauline Carton und Fernandel, für die es der erste Filmauftritt war. Als Schauspieler wirkte Gésip in mehr als 50 Filmen mit. 1960 spielte er die Hauptrolle in Gala, ein Kurzfilm von Jean-Daniel Pollet und François Bel. Er war Co-Produzent des Erstlingsfilms von László Szabó, Les Gants Blancs du Diable mit den Schauspielern Bernadette Lafont und Jean-Pierre Kalfon.

### Theater
Im Theater trat er schon im Alter von acht Jahren an der Seite von Jean-Louis Barrault, Henri Rollan, Henri Crémieux und Lucien Coedel auf. Ab 1948 lernte er, wie man Regie führt, indem er eine Stelle als Assistent von Regisseur Raymond Rouleau im Pariser Théâtre Édouard VII für Tennessee Williamss Theaterstück Endstation Sehnsucht erhielt, mit Arletty und dem jungen Louis de Funès, Milly Mathis, Darling Légitimus und 1952 im Pariser Théâtre Sarah Bernhardt in Hexenjagd von Arthur Miller mit Yves Montand, Simone Signoret, Nicole Courcel, Pierre Mondy und Darling Légitimus.
1960 arbeitete er zusammen mit Roger Blin im Pariser Théâtre de Lutèce für die Uraufführung des Theaterstücks Les Nègres von Jean Genet mit der Theatertruppe Les Griots. Mit dem Wunsch, alle dunkelhäutigen Künstler in Metropolitan Frankreich, wo er geboren war und aufwuchs, zu fördern, gründet er la FANEF – Féderation des Artistes Noirs d’ Expression française (Federation der französischsprachigen schwarzen Künstler), die z. B. Theatertruppen wie Les Griots und Le Théâtre Noir (beide unter der Leitung seines Bruders Théo) unterstützte. 1966 während des ersten Festivals The World Festival of Negro Arts in Dakar wurde er zeitgleich mit Joséphine Baker, der amerikanische Schauspielerin Marpessa Dawn (Orfeu Negro) und der karibischen Sängerin Moune de Rivel für sein Engagement und seinen Einsatz bei der Förderung schwarzer französischsprachiger Künstler vom senegalesischen Präsident Léopold Sédar Senghor und vom karibischen Schriftsteller und Bürgermeister Aimé Césaire (Martinique) ausgezeichnet. 1979 wurde er Direktor des Théâtre de la Renaissance in Paris und gründete das CICAF-Centre International de Creations Artistiques Française (International Centre for French-speaking Audiovisual Creation).

### Musik
Als Musiker, Mitglied des Jazz- und Salsa-Orchesters “Legitimus”, unter Leitung seines jüngeren Bruders Gustave, spielte er mit seinen Brüdern Théo und Clément. Von 1947 bis 1969 organisierte er Tanzevents «Les Beaux Soirs du Tout Paris Exotique». In dieser Zeit traf er begnadete Musikpersönlichkeiten, wie Ende der 1950er Jahre Sidney Bechet (den er schon aus der Revue Nègre mit Darling Légitimus und Josephine Baker kannte), Quincy Jones, Eddie Barclay, Henri Salvador,... Gésip spezialisierte sich in der Akquise und Organisation von Galas und Tanzveranstaltungen für mehrere Pariser Hochschulen („Grandes écoles“). Er repräsentierte Frankreich zusammen mit der karibische Band auf den internationalen Festivals in Bari, Nizza und La Rochelle von 1953 bis 1959, wo die Band eine Goldmedaille gewann. Gésip organisierte mehr als 500 Shows und Events in Paris und in der Provinz. Sein Engagement brachte ihm Anerkennung von bekannten Salsa-Musikern der Epoche. Und diese wiederum, gewannen an Ruhm und Erfolg, indem sie mit seiner Band vor einem vielfältigen Publikum in ganz Frankreich spielen durften. Er gründete in Paris das Nachtlokal „La Savane“, ein renommierter Jazzclub, der von 1957 bis 1963 existierte. 

### Journalismus
Er war Mitherausgeber der Zeitung „Le Correspondant Antillais“, so wie Herausgeber von unterschiedlichen Zeitungen und Zeitschriften in den 70ern: Bingo, Jeune Afrique, France Antilles. Zusammen mit dem befreundeten afrikanischen Musiker Manu Dibango gründete Gésip die Zeitung Afro Music. 1976 gründete, co-finanzierte und leitete er in Zusammenarbeit mit dem afrikanischen Journalisten Pierre Coula, BLACK HEBDO “The Newspaper of the Black World”, als erstes wöchentliche Zeitschrift für die französischsprachige afrikanisch und karibische Diaspora.

### TV-Produktionen, Schallplattenproduktion, Radio
Von 1956 bis 1958 war Gésip der einzige schwarze Student der damaligen Hochschule für Radio und Fernsehen „Centre d'Etudes Supérieures de Radio Télévision“, deren Bildungsauftrag später von den Hochschulen IDHEC und INA übernommen wurde. Er wurde Fernsehproduzent und Künstlerischer Leiter. Gésip Légitimus hat maßgeblich die Entwicklung der Medien und die Förderung der schwarzen Artisten und Künstler in Europa geprägt. Er half zahlreichen talentierte schwarze Künstlern aus unterschiedlichen Kontinenten vor dem französischen TV-Publikum aufzutreten und entdeckt zu werden: Gérard Laviny, Manu Dibango, Tânia Maria, Bonga, Clyde Wright, The Golden Gate Quartet, Martinho Da Vila, Tito Puente, Marius Cultier etc.
1967 kreierte er die TV-Show-Reihe namens „PULSATIONS“ von der sich 1971 Don Cornelius in den USA inspirieren ließ, um seine Show-Serie „SOUL TRAIN“ zu starten. Auch die Showreihen „Sur Tous les Tons“, „Rythmes du Temps“, „Samsong“ so wie Giganten-TV-Shows mit Weltstars wie Sammy Davis Jr., Miriam Makeba, Nina Simone (Olympia, Paris), Ray Charles und Thelonious Monk (in SALLE PLEYEL, Paris) und vor allem Duke Ellingtons „70th Birthday-Celebration“ im Alcazar waren sein Verdienst. Er hatte die Leitung, speziell für die mehrwöchigen „Jubiläumsfeierlichkeiten für den 50. Geburtstag der Ankunft des Jazz in Frankreich“ und produzierte 50 Shows – teils mit Bruno Coquatrix, Direktor der Pariser Konzerthalle Olympia – und organisierte zahlreiche Konzerte.

## Berufliches und gesellschaftspolitisches Engagement
Gésip Légitimus war stets interessiert und bemüht um die Fortentwicklung, Bildung und die Gleichberechtigung der schwarzen Diaspora. 1981 setzte er sich erfolgreich für die Kreation der Nationalen Gesellschaft der Radio- und Fernsehanstalt für die Ausstrahlung in Übersee namens (RFO) – Radio France Outremer ein. Dabei machte er sich das 1982 neu erlassene Gesetz Loi Fillioud zunutze, eine Reform zur Einführung des „dualen Systems“ zur Aufhebung des staatlichen Monopols auf Fernsehen und Rundfunk auf dem französischen Territorium, das das Entstehen von Privatsender begünstigte. 1982 gründete er in Paris die erste Radiostation Tropiques FM. Zeitgleich produzierte er 10 Jahre lang auf RFO “Overseas Calendar”/“le Calendrier d'Outremer”, eine kurze wöchentliche Infosendung und Programmhinweise über die aktuellen Unterhaltungsevents und Nachrichten für die Überseebevölkerung und die karibische Diaspora in Frankreich. Unter den zahlreichen Moderatorinnen war seine Tochter Diana Belkreir-Légitimus.
Seine letzten regulären Mitarbeiter und Berater waren sein erstgeborener Sohn Henri Légitimus Radiomoderator bei Radio DOM, sur Tropic FM, («Joker Time») Ende der 70er bis Mitte der 80er und seine Tochter Mathilda Legitimus-Schleicher (bürgerlich Mathilda Légitimus) («Dom-Tom Entrez », Abschlussgala Festival du Film d’Amiens 92...), sowie seine anderen Kinder Diana, Victor, Noéma, Samuel und David Légitimus – sowie seine Assistentin Nathalie Bourset (bekannt als Nath Gen’Set).
Für seine Pionierleistung in der Medien- und Kulturwelt Frankreichs wurde er in den 90er Jahren zum Chevalier des Arts et Lettres vom französischen Kulturminister Jack Lang gekürt. Seit Juli 2012 sendet das öffentlich-rechtliche Institut national de l'audiovisuel (INA) französisches Unternehmen – 10 TV-Shows aus der Reihe "Pulsations" von Gésip Légitimus, die seit mehr als 40 Jahren weltweit nicht mehr ausgestrahlt worden waren.
Familie LEGITIMUS und die TV-Shows "Pulsations" u. a. werden auch im Pascal Blanchards Buch "Noirs de France" und in den erfolgreichen DVDs "Noirs de France" – 2 DVD erwähnt. Mehrere seiner Kinder und Enkelkinder sind im Showbusiness aktiv bzw. haupt- oder nebenberuflich für sozialpolitische Vereinigungen tätig, wo sie sich weiterhin u. a. für die Rechte und Förderung der schwarzen Künstler bzw. allgemein für die Menschenrechte in Frankreich, England, Deutschland und auch in Ghana engagieren.